# Psychotria pubilimba
Psychotria pubilimba är en måreväxtart som beskrevs av Eduardo Quisumbing y Argüelles. Psychotria pubilimba ingår i släktet Psychotria och familjen måreväxter. Inga underarter finns listade i Catalogue of Life.